# 147595 Gojkomitić
147595 Gojkomitić è un asteroide della fascia principale. Scoperto nel 2004, presenta un'orbita caratterizzata da un semiasse maggiore pari a 2,5421858 UA e da un'eccentricità di 0,0964011, inclinata di 2,78940° rispetto all'eclittica.
L'asteroide è dedicato all'attore serbo Gojko Mitić.